# Marija Aušrinė Pavilionienė

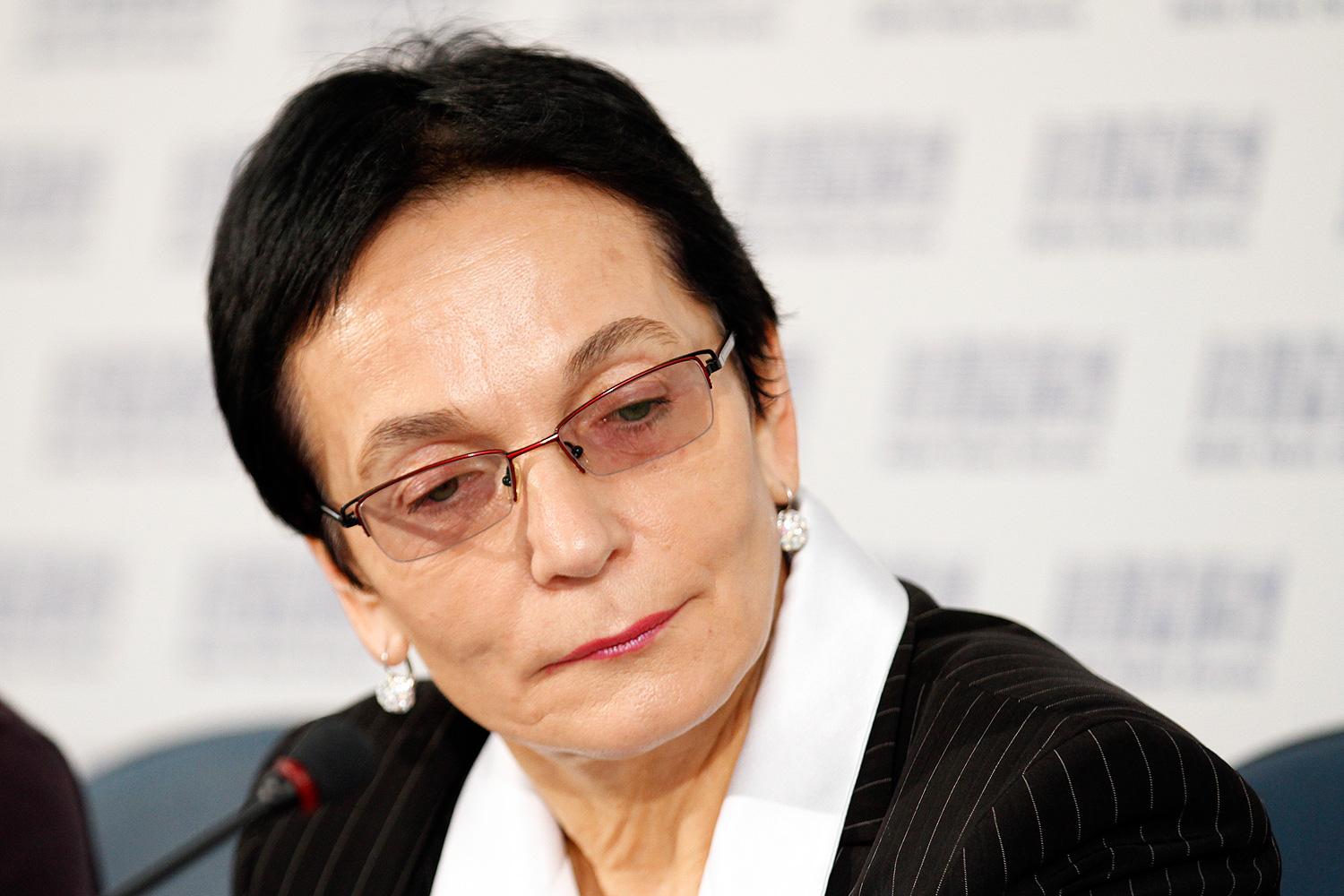
Marija Aušrinė Pavilionienė, 2011

Marija Aušrinė Pavilionienė (* 6. April 1944 in Kaunas) ist eine litauische Philologin und Politikerin.

## Leben
Nach dem Abitur 1962 an der 23. Mittelschule Vilnius absolvierte sie 1967 ein Diplomstudium der englischen Sprache an der Vilniaus valstybinis universitetas und studierte in der Aspirantur der Amerikanistik. 1977 promovierte sie über William Faulkner an der Universität Kiew und 1999  habilitierte zum Thema „Geschlechtsdrama“ an der VU. 
Von 1973 bis 2004 lehrte sie an der VU, ab 2001 als Professorin. Seit 2004 ist sie Mitglied im Seimas.
Von 2004 bis 2008 war sie Mitglied von Liberalų demokratų partija und ab 2008 der Lietuvos socialdemokratų partija. 
Sie engagierte sich für LGBT-Rechte und Gleichbehandlung in Litauen.

## Familie
Pavilionienė ist Witwe.  Ihr erster Sohn  aus der ersten Ehe Šarūnas Šaltis ist Jurist und Unternehmer. Ihr zweiter Sohn Žygimantas Pavilionis ist konservativer Politiker. Ihr zweiter Mann war Rolandas Pavilionis (1944–2006), Philosoph und Politiker.

## Bibliografie
- XX amžiaus visuotinė literatūra. Kaunas: Šviesa, 1992
- XX a. Vakarų literatūra. I, II d. Vilnius: Vilniaus universitetas, 1994–1995
- Feminizmas ir literatūra. Vilnius: Vilniaus universitetas, 1996
- Lyčių drama. Vilnius: Vilniaus universitetas, 1998
- Romantizmas Vakarų literatūroje. Vilnius: Vilniaus universitetas, 2000
- Gyvenimo ir teatro vaidinimai: XX amžiaus Vakarų drama. Vilnius: Charibdė, 2004.